# William Parry
William Edward Parry (19. prosince 1790 Bath, Anglie – 9. června 1855 Bad Ems) byl britský polární objevitel, kontradmirál Britského královského námořnictva a hydrograf. Je známý pro své objevitelské výpravy v oblasti Arktidy a nejvýznamnějším průzkumníkem první fáze dlouhého systematického hledání severozápadního průjezdu Kanadským arktickým souostrovím a cesty k severnímu pólu.

## Život
Narodil se jako syn lékaře Caleba Hilliera Parryho a Sarah Rigbyové. Studoval v Bathu na King Edward's School. V červnu roku 1803 vstoupil do Britského královského námořnictva. V témže roce získal hodnost námořního kadeta. Během Napoleonských válek sloužil na několika lodích v oblastech Lamanšského průlivu a Baltského moře. V letech 1806 až 1817 vykonával službu u pobřeží Francie, v severních mořích, včetně moří u Severní Ameriky.

### Polární výpravy
V letech 1818 až 1827 se účastnil celkem pěti expedicí; hlavním cílem a britským zájmem bylo najít Severozápadní průjezd, který by umožnil nové a kratší spojení do severního Pacifiku.
První výpravu vedl John Ross a Parry byl jeho zástupcem a kapitánem lodi Alexander. Výprava zkoumala západ Baffinova moře a vrátila se bez podstatných nových poznatků. Dalšími výpravami byl proto pověřen Parry, který vyvrátil existenci Crockerových hor, které podle Rosse uzavíraly průjezd Lancasterským průlivem (podle něj zátokou Baffinova moře). Díky příznivým podmínkám se mu podařilo již roku 1819 proplout značnou část tzv. Parryho průlivu a překonat 110. poledník západní délky a získat tak finanční odměnu vypsanou parlamentem. Přezimovali na Melvillově ostrově.
V únoru roku 1821 byl zvolen členem Královské společnosti.
Třetí výprava roku 1821 s loděmi Fury a Hecla se účastnil mj. Francis Crozier a Rossův synovec James Clark Ross. Zkoumala západ Foxova zálivu a objevila ledem zaplněný průliv Fury a Hekla.
Další výprava roku 1824 zkoumala Úžinu Prince Regenta mezi Baffinovým a Somersetským ostrovem. Výpravy se opět účastnil Crozier i Ross. Loď Fury tam byla poškozena, nepodařilo se ji opravit, byla na místě zanechána a výprava se vrátila.
Z Parryho průzkumů arktického souostroví vyplývalo, že severozápadní cesta je blokována velkým množstvím ledu. Na poslední výpravu byl proto vyslán prozkoumat možnost cesty k severnímu pólu.  Před odjezdem na expedici v roce 1827 se oženil. Na výpravě ze severních Špicberk se mu podařilo dosáhnout 82°45′ s. š., přičemž tato rekordní zeměpisná šířka nebyla překonána dalších 49 let. O této výpravě vydal publikaci pod názvem Vyprávění o pokusu dobýt Severní pól (anglicky Narrative of the Attempt to reach the North Pole, & c).

### Pozdní obodbí
V pozdním věku zůstával nadále aktivní. Ačkoliv se již neúčastnil žádných námořních výprav, tak se díky svým znalostem a zkušenostem společně Jamesem Clarkem Rossem nebo Francisem Beaufortem stal v roce 1848 členem tzv. Arktické rady (anglicky Arctic Council), jejímž cílem bylo najít ztracenou Franklinovu expedici. V roce 1852 byl povýšen do hodnosti kontradmirála.

## Pojmenování
- Parryho kanál v Arktidě
- Kráter Parry na Měsíci[9]
- sysel Parryův